# Susan Browning
Susan Browning (Baldwin, 25 febbraio 1941 – New York, 23 aprile 2006) è stata un'attrice e cantante statunitense, nota soprattutto per il suo lavoro nel teatro musicale di Broadway.
Per le sue interpretazioni nei musical Company e Goodtime Charley è stata candidata rispettivamente al Tony Award alla miglior attrice protagonista in un musical nel 1971 e al Tony Award alla miglior attrice non protagonista in un musical nel 1975.

## Filmografia parziale

### Cinema
- Sister Act - Una svitata in abito da suora (Sister Act), regia di Emile Ardolino (1992)
- Sister Act 2 - Più svitata che mai (Sister Act 2: Back in the Habit), regia di Bill Duke (1993)

### Televisione
- Selvaggio west (The Wild Wild West) - serie TV, episodio 1x24 (1966)
- Iron Horse – serie TV, episodio 1x09 (1966)
- Squadra speciale anticrimine (The Felony Squad) – serie TV, episodi 1x15 (1966)
- Agenzia U.N.C.L.E. (The Girl from U.N.C.L.E.) – serie TV, episodio 1x22 (1967)